# Ko Phi
Ko Phi es una pequeña isla deshabitada cerca de Ko Mak, en provincia de Trat, en el país asiático de Tailandia.
Se puede llegar a ella a través de un kayak de mar saliendo de Ko Mak. Ko Phi tiene lugares para bucear, en función de la dirección del viento.
Se localiza en las coordenadas geográficas 09°38′N 99°41′E / 9.633, 99.683, al noreste de Ko Ang thong y al sur de Ko Sam Sao.